# Дрізд південний
Дрі́зд південний (Turdus falcklandii) — вид горобцеподібних птахів родини дроздових (Turdidae). Поширений у Південній Америці.

## Поширення
Вид поширений на півдні Чилі та Аргентини, на Фолклендських островах та архіпелазі Хуан-Фернандес. Він часто трапляється в різноманітних середовищах існування, зазвичай нижче 1700 метрів, але до 2150 метрів над рівнем моря, від патагонських андських лісів, де домінує Nothofagus, до патагонського степу. Зустрічається в лісах і на відкритому підліску (особливо цінує букові) на узліссях густих лісів, на болотах і чагарниках, а також на культивованих ділянках з розкиданими деревами та живоплотами та в лісистих садах. На Фолклендських островах він відвідує густі луки з купинами трави висотою до трьох метрів біля скелястих пляжів, усіяних папороттю, де він нишпорить у купах гнилих водоростей.